# Nikita (песня)
«Nikita» — сингл о холодной войне, написанный в 1985 году Элтоном Джоном на стихи Берни Топина. Впоследствии сингл вошёл в альбом Элтона Джона Ice on Fire.

## Сюжет и исполнение
Элтон видит девушку — военнослужащую по имени Никита на страже Берлинской стены и влюбляется. Он пишет Никите безответные письма и мечтает о днях, когда стена падёт и Никита сможет приехать к нему.
Партии бэк-вокала исполнили Джордж Майкл и Ник Кершоу.

## Клип
Режиссёром клипа был Кен Расселл, роль Никиты в клипе исполнила британская актриса Аня Мэйджор. Элтон делает несколько фото Никиты издалека, когда она стоит в карауле у Берлинской стены, потом два раза пытается проехать через КПП, получая во второй раз отказ от старшего офицера. Никита с симпатией глядит на Элтона из-за ограждения.
Из текста песни было невозможно определить, к мужчине или женщине она обращена. По-видимому, именно женский образ из клипа сформировал на Западе представление о том, что Никита — это восточно-европейское женское имя.

## Спорные моменты
Создавая песню, Топин и Элтон Джон знали, что в Восточной Европе это мужское имя, и текст песни был выдержан в гендерно-нейтральном стиле. Клип создавался до каминг-аута Элтона Джона, отношение к однополой любви было сравнительно консервативным и Кен Рассел пригласил на роль Никиты женщину, что сделало сюжет клипа более приемлемым для широкой публики.
В 2012 году южноафриканский поэт Гай Хоббс предъявил Элтону Джону иск о нарушении авторских прав, утверждая, что в 1982 году он написал песню «Наташа» о русской девушке, работавшей на круизном судне во время Холодной войны, и что текст его песни послужил основой для «Nikita». Суд штата Иллинойс отклонил требования Хоббса.

## Чарты и продажи
| Чарт (1985/86)                               | Высшая позиция |
| -------------------------------------------- | -------------- |
| Australian Singles Chart                     | 3              |
| Dutch Top 40                                 | 1              |
| French SNEP Singles Chart                    | 6              |
| Eurochart Hot 100                            | 1              |
| German Singles Chart                         | 1              |
| Irish Singles Chart                          | 1              |
| New Zealand Singles Chart                    | 1              |
| Norwegian Singles Chart                      | 2              |
| South African Singles Chart                  | 1              |
| Swedish Singles Chart                        | 7              |
| Swiss Singles Chart                          | 1              |
| UK Singles Chart                             | 3              |
| U.S. Billboard Hot 100                       | 7              |
| U.S. Billboard Hot Adult Contemporary Tracks | 3              |
| Zimbabwe Singles Chart                       | 1              |

| Чарт (1985)                                    | Позиция |
| ---------------------------------------------- | ------- |
| Dutch Top 40                                   | 68      |
| Чарт (1986)                                    | Позиция |
| Dutch Top 40                                   | 15      |
| США (Billboard Top Adult Contemporary Singles) | 17      |
| США (Billboard Top Pop Singles)                | 87      |

| Регион | Сертификация | Продажи  |
| --- | ------------ | -------- |
| Франция (SNEP) | Серебряный   | 250 000* |
| Великобритания (BPI) | Серебряный   | 250 000^ |
| * Данные о продажах приведены только на основе сертификации. ^ Данные о тиражах приведены только на основе сертификации. |              |          |